# European Young Chemists' Network
La red europea de químicos jóvenes (EYCN), división joven de la sociedad europea de química (EuChemS), agrupa a los químicos menores de 35 años que pertenecen a alguna de las sociedades europeas afiliadas.

## Historia
La EYCN se creó en 2006, ideándose como parte integrante de EuChemS en diversas conferencias de jóvenes científicos en Europa. El 31 de agosto de 2006, durante el 1.er Congreso de Química Europea (ECC, European Chemistry Congress) en Budapest, se redactó el documento titulado “Objetivos, tareas y metas de la EYCN”. En marzo de 2007, Jens Breffke (Alemania) y Csaba Janáky (Hungría) invitaron a todas las sociedades afiliadas a que enviaran a sus representantes jóvenes a Berlín, con el objetivo de fijar los estatutos de la EYCN, que fueron posteriormente confirmados por el Comité Ejecutivo de EuChemS. Desde entonces, la EYCN ha intentado llegar a todos los químicos en el marco de las sociedades químicas europeas con el objetivo de intercambiar conocimiento, experiencias e ideas. Desde la fundación de la EYCN, las divisiones jóvenes de Sociedades Químicas de 28 países han seleccionado a jóvenes químicos como delegados para representarlas en la EYCN (mapa).

## Organización
La EYCN está formada por cuatro equipos individuales (el equipo de afiliación, el equipo de redes, el equipo de ciencia y el equipo de comunicación), cada uno de los cuales tienes responsabilidades específicas y está dirigido por un líder de equipo. La EYCN, una de las divisiones más activas de EuChemS, tiene como objetivo apoyar y orientar a estudiantes, investigadores en la etapa inicial de su carrera y profesionales mediante al concesión de premios (como premios a mejores presentaciones orales y en formato póster o el premio para químicos europeos jóvenes EYCA), programas de intercambio (como becas para congresos o el programa interfronterizo de jóvenes químicos YCBB – Young Chemists Crossing Borders) y actividades educativas (como conferencias, talleres sobre la carrera profesional o simposios de habilidades sociales).
Es importante recalcar que la EYCN colabora activamente con otras sociedades para químicos que están iniciados su carrera profesional tanto en Europa como en el resto del mundo. Cabe destacar la fructífera colaboración como el Comité de Jóvenes Químicos de la Sociedad Química Americana (ACS-YCC, American Chemical Society – Younger Chemists Committee) y la reciente colaboración con la Red Internacional de Jóvenes Químicos (IYCN, International Younger Chemists Network).
Respaldada económicamente por EuChemS, la EYCN también es financiada desde hace varios años por EVONIK Industries.

## Proyectos y Eventos
Con el objetivo de acercar y divulgar la ciencia al público general, la EYCN organiza desde 2016 tanto el concurso de fotografía Photochimica en colaboración con la Royal Society of Chemistry (RSC), como el concurso de vídeo Chemistry Rediscovered.
La EYCN también organiza diversos eventos como la conferencia internacional bienal European Young Chemists’ Meeting (EyCheM), un simposio en la bienal ECC y anualmente la DA (Asamblea de Delegados). Hasta la fecha, la EYCN ha organizado 15 DAs desde la primera edición que se llevó a cabo en 2016 en Budapest (Hungría).

## Composición de la Junta de la EYCN
Desde 2006 a 2013, los miembros de la Junta de la EYCN y los equipos de trabajo eran seleccionados aleatoriamente cada uno a tres años. Desde 2013, los miembros de la Junta de la EYCN se eligen mediante elecciones que se llevan a cabo cada dos años. Cada Junta de la EYCN ha mejorado el impacto mediático de la EYCN a través de numerosas contribuciones clave. 
- 2019-2021[14][15][2]

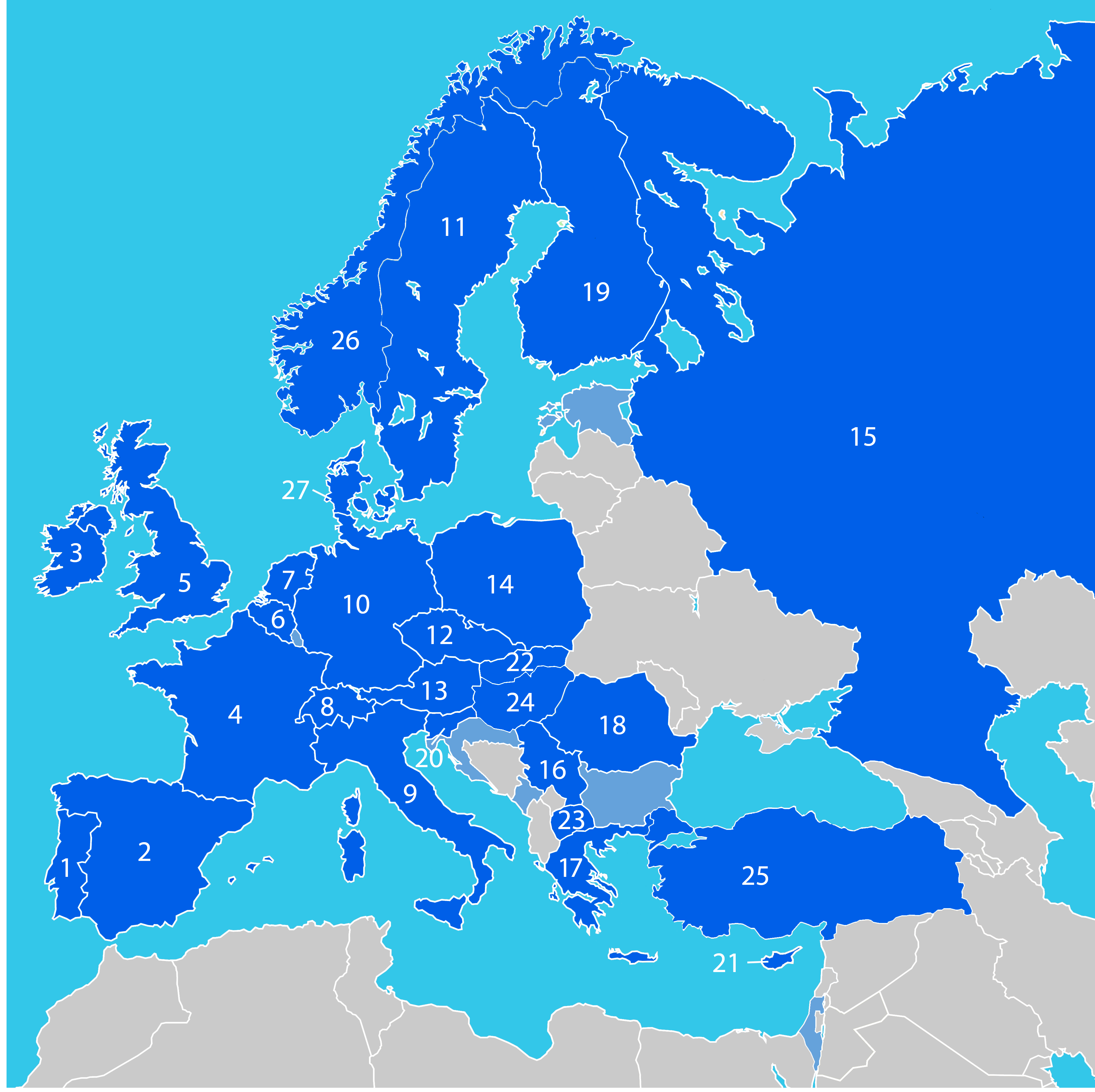
El mapa de todos los países que tienen delegados activos en el EYCN: (10) Alemania (2006), (13) Austria (2008), (6) Bélgica (2008), (21) Chipre (2017), (20) Croacia (2019), (27) Dinamarca (2019), (22) Eslovaquia (2018), Eslovenia (2015), (2) España (2007), (19) Finlandia (2008), (4) Francia (2007), (17) Grecia (2011), (24) Hungría (2006), (3) Irlanda (2008), (9) Italia (2007), (26) Noruega (2014), (7) Países Bajos (2007), (14) Polonia (2008), (1) Portugal (2007), (5) Reino Unido (2007), (12) República Checa (2007), (23) República de Macedonia del Norte (2018), (18) Rumanía (2007), (15) Rusia (2008), (16) Serbia (2011), (11) Suecia (2010), (8) Suiza (2007), (25) Turquía (2007)

Presidente: Antonio M. Rodríguez García (España); Secretario General: Maximilian Menche (Alemania); Tesorera: Jelena Lazić (2019–20) (Serbia), Carina Crucho (2020–21) (Portugal); Líder del equipo de comunicación: Maxime Rossato (Francia); Líder del equipo de conexión global: Lieke van Gijzel (Países Bajos); Líder del equipo de afiliación: Miguel Steiner (Austria); Líder del equipo de redes: Jovana V. Milic (Suiza); Líder del equipo de ciencia: Katarina Josifovska (2019–20) (República de Macedonia del Norte), Robert-Andrei Țincu (2020–21) (Rumanía); Asesora: Alice Soldà (Italia)
- 2017-2019[16][17]

Presidenta: Alice Soldà (Italia); Secretario General: Torsten John (Alemania); Líder del equipo de comunicación: Kseniia Otvagina (Rusia); Líder del equipo de afiliación: Jelena Lazić (Serbia); Líder del equipo de redes: Victor Mougel (Francia); Líder del equipo de ciencia: Hanna Makowska (Polonia); Asesor: Fernando Gomollón-Bel (España)
Contribución clave: Se establecieron tanto el sitio web "Chemistry across Europe" que proporciona información sobre química en el ámbito académico e industrial a través de Europa como el canal de Youtube de la EYCN. También se organizó el 2° European Young Chemists’ Meeting (EYCheM) en colaboración con la JCF Bremen.
- 2015-2017

Presidente: Fernando Gomollón-Bel (España); Secretaria General: Camille Oger (Francia); Líder del equipo de ciencia: Oana Fronoiu (Rumanía); Líder del equipo de comunicación: Sarah Newton (Reino Unido); Líder del equipo de redes: Michael Terzidis (Grecia); Líder del equipo de afiliación: Emanuel Ehmki (Austria)
Contribución clave: Se establecieron las normas para el proceso de elecciones de la Junta de la EYCN y para la asistencia a la DA. Además se decidió la publicación de un boletín informativo mensual.
- 2013-2015

Presidente: Frédérique Backaert (Bélgica); Secretaria General: Aurora Walshe (Reino Unido); Líder del equipo de ciencia: Vladimir Ene (Rumanía); Líder del equipo de comunicación externa: Lisa Phelan (Irlanda); Líder del equipo de afiliación: Koert Wijnbergen (Países Bajos); Líder del equipo de redes: Anna Stefaniuk-Grams (Polonia); Asesora: Cristina Todaşcă (Rumanía)
Contribución clave:  La EYCN participó por primera vez en el EuCheMS Chemistry Congress (ECC5) en 2014 en Estambul (Turquía).
- 2012-2013

Presidenta: Cristina Todaşcă (Rumanía); Secretaria General: Aurora Walshe (Reino Unido)
Contribución clave: Se organizó la EYCN en equipos de trabajo, cada uno con su propio Líder y varios delegados como miembros de los equipos.
- 2010-2012

Presidenta: Viviana Fluxa (Suiza); Secretaria General: Cristina Todaşcă (Rumanía); Relaciones con la industria: Lineke Pelleboer (Países Bajos); Comunicación externa: Guillaume Poisson (Francia); Comunicación interna y afiliaciones: Aurora Walshe (Reino Unido); Diseñadora del sitio web: Magorzata Zaitz (Polonia)
Contribución clave: Se desarrolló y publicó el sitio web de la EYCN y se participó activamente en el 3er EuCheMS Chemistry Congress (ECC3) en 2010 en Núremberg (Alemania).
- 2009-2010

Presidente: Sergej Toews (Alemania); Secretaria General: Helena Laavi (Finlandia); Relaciones con la industria: Viviana Fluxa (Suiza); Comunicaciones: Dan Dumitrescu (Rumanía); Asuntos científicos: Ilya Vorotyntsev (Rusia)
Contribución clave: Se estableció la identidad corporal de la EYCN.
- 2006-2009

Presidente: Csaba Janáky (Hungría); Secretaria General: Emma Dumphy (Suiza); Tesorero: Juan Luis Delgado de la Cruz (España); Relaciones con los patrocinadores: Jens Breffke; (Alemania); Oficial de comunicaciones: Cristina Todaşcă (Rumanía)
Contribución clave: Creación de la EYCN en Berlín a partir de delegados que representaban a 12 Sociedades Químicas de Europa.